# Vappu Elo
Vappu Elo (2 de mayo de 1909 – 17 de enero de 1947) fue una actriz teatral y cinematográfica finlandesa.

## Biografía
Nacida en Víborg, en la actualidad parte de Rusia, su padre adoptivo era el director teatral Kosti Elo. Elo estudió en una escuela femenina de Tampere, empezando a trabajar en el año 1927 en el teatro de dicha ciudad. En enero de 1928 actuó en Eedenin yrttitarha, prosiguiendo en el Teatro de Tampere hasta 1929. Ese año pasó al Työväen Teatteri, también en Tampere, donde actuó en Romeo y Julieta y en la opereta La viuda alegre. En 1938 Elo se trasladó al Kansanteatteri de Helsinki, teatro dirigido por Arvi Kivimaa, donde se hizo conocida por sus papeles de heroína en piezas de salón.
Elo hizo su primer papel cinematográfico, el de baronesa Silfversköld en el film de Risto Orko Siltalan pehtoori (1934). Su actuación más conocida llegó con la película de Valentin Vaala Juurakon Hulda (1937). En la película dirigida por Roland af Hällström en 1938 Paimen, piika ja emäntä, Elo fue Veikkolan Annastiina. Su padre adoptivo trabajaba también en dicha producción. Su última película, rodada en 1947 por Yrjö Norta, fue Sisulla ja sydämellä, siendo su papel el de la madre de la protagonista.
Vappu Elo falleció en Helsinki tras una larga enfermedad en enero de 1947, una semana antes de estrenarse su última película.